# الصعاليك (فلم 1985)
الصعاليك فيلم مصري من إنتاج سنة 1985. قصة الفيلم مأخوذة عن فيلم بورسالينو لجاك ديري
هذا الفيلم هو أول فيلم يخرجه داود عبد السيد

## قصة الفيلم
يعيش مرسي (نور الشريف)، وصلاح (محمود عبد العزيز)، حياة الصعلكة في الإسكندرية. يتزوج مرسي من صفية (يسرا). يصدم مرسي شاباً بسيارته، ويُسجن، ويتكفل صلاح بزوجته وابنه.
يخرج مرسي من السجن، بعد انتهاء مدة العقوبة، وينخرط مع صلاح في تجارة المخدرات، ويصبحان ثريين. يشتركان في تجارة مع رجل أعمال يُدعى الدواخلي (علي الغندور). ثم يقوم الدواخلي بتلفيق تهمة لهما. يبدأ الخلاف بين مرسي وصلاح عندما يصر الأخير على تسليم المستندات التي تدين الدواخلي، فيما يرفض مرسي ذلك.